# Krajewo-Kawęczyno
Krajewo-Kawęczyno – kolonia w Polsce położona w województwie warmińsko-mazurskim, w powiecie nidzickim, w gminie Janowiec Kościelny. Miejscowość wchodzi w skład sołectwa Szczepkowo-Iwany (Szczepkowo-Iwany, Szczepkowo-Skrody, Krajewo Kawęczyno).
W latach 1975–1998 miejscowość administracyjnie należała do województwa olsztyńskiego. Tereny rolne z przewagą produkcji mlecznej. Indywidualne gospodarstwa rolne. Uprawa zbóż głównie na potrzeby własne rolników. Duży wskaźnik zalesienia.